# Xenopus eysoole
Espèce
Xenopus eysoole est une espèce d'amphibiens de la famille des Pipidae.

## Répartition
Cette espèce est endémique du Cameroun. Elle se rencontre entre 1 400 et 2 000 m d'altitude sur le plateau Bamiléké.

## Publication originale
- Evans, Carter, Greenbaum, Gvoždík, Kelley, McLaughlin, Pauwels, Portik, Stanley, Tinsley, Tobias & Blackburn, 2015 : Genetics, morphology, advertisement calls, and historical records distinguish six new polyploid species of African Clawed Frog(Xenopus, Pipidae) from West and Central Africa. PLOS ONE, vol. 10, no 12, e0142823, p. 1–51 (texte intégral).